# Ralf König
Ralf König (ur. 8 sierpnia 1960 w Soest) – niemiecki twórca komiksowy, jego prace były tłumaczone na kilkanaście języków.

## Życiorys
Po ukończeniu Hauptschule, König praktykował jako stolarz.
W 1979 dokonał coming outu jako gej, w tym czasie tworzył krótkie historyjki komiksowe publikowane w monachijskim fanzinie Zomix i gejowskim periodyku Rosa Flieder. W latach 1981–1986 studiował w Kunstakademie Düsseldorf. W 1981 w berlińskim wydawnictwie Rosa Winkel opublikował pierwsze komiksy: Sarius, Das sensationelle Comic-Book i SchwulComix. W 1987 napisał pierwszy komiks fabularny Kondom des Grauens, który w 1996 r. doczekał się ekranizacji pt. Zabójczy kondom.
Jego komiksy odznaczają się dużą dawką treści homoseksualnych, jednak pomimo początkowego sprzeciwu odbiorców heteroseksualnych i wśród nich komiks zdobył sobie popularność.
Cztery komiksy Königa doczekały się adaptacji filmowych, przetłumaczono je na 14 języków, w nakładzie około 5 milionów egzemplarzy. W czerwcu 2008 ukazało się pierwsze polskie tłumaczenie komiksu Königa Konrad i Paul nakładem wydawnictwa Abiekt.pl Wojciecha Szota. Kolejnym komiksem Ralfa w Polsce jest jego najsłynniejsze dzieło – Mężczyzna, przedmiot pożądania, wydany w 2009 roku.
Mieszka w Kolonii.

## Dzieła
Komiksy Königa są narysowane w ekspresywnym stylu z dużą dawką humoru, choć czasem omawiają poważne tematy takie jak ryzyko zakażenia HIV. Najczęściej przedstawiają codzienne gejowskie życie, często oparte na doświadczeniach własnych i przyjaciół autora.

### Komiksy
- Sarius, 1981
- Das sensationelle Comic-Book, 1981
- SchwulComix, 1981
- SchwulComix 2, 1984
- Macho Comix, 1984
- SchwulComix 3, 1985
- SchwulComix 4, 1986
- Kondom des Grauens, 1987
- Der bewegte Mann, 1987
- Lysistrata, 1987
- Pretty Baby, 1988 (sequel Der bewegte Mann)
- Comics, Cartoons, Critzeleien, 1988
- Safere Zeiten, 1988
- Beach Boys, 1989
- Prall aus dem Leben, 1989
- Bis auf die Knochen, 1990 (sequel Kondom des Grauens)
- Heiße Herzen, 1990 (współautor: Detlev Meyer)
- Zitronenröllchen, 1990
- Schwulxx-Comix, 1990 (współautor Walter Moers)
- Deutsche Tuntenpost, 1991
- Bullenklöten!, 1992
- ...und das mit links!, 1993
- Konrad und Paul, 1993
- Konrad und Paul 2, 1994
- Konrad und Paul 3, 1997
- Jago, 1998
- Superparadise, 1999 (sequel Bullenklöten)
- Poppers! Rimming! Tittentrimm!, 2001
- Wie die Karnickel, 2002
- Sie dürfen sich jetzt küssen, 2003 (trzecia część Bullenklöten)
- Suck my duck, 2004
- Roy und Al, 2004
- Dschinn Dschinn: Der Zauber des Schabbar, 2005
- Dschinn Dschinn 2: Schleierzwang im Sündenpful, 2006
- Hempels Sofa, 2007
- Stutenkerle, 2008
- Der Prototyp, 2008

### Filmy
- Mężczyzna, przedmiot pożądania, 1994[2]
- Zabójczy kondom, 1996 (scenariusz: Ralf König)
- Wie die Karnickel, 2002 (scenariusz: Ralf König)
- Lisístrata, Spain 2002

## Nagrody
- Joop Klepzeiker Prijs, 1988
- Best German comic creater, Grenoble, 1990
- Max-und-Moritz Prize, 1992
- Best international comic creater, Barcelona, 1992
- Bundesfilmpreis for the movie Der bewegte Mann, 1995
- Goldene Leinwand mit Sternchen for the movie Der bewegte Mann, 1995
- Goldener RIK, Köln, 2002
- Zivilcourage-Preis des Berliner CSD, Berlin, 2004
- Prix Alph’Art, Angoulême, 2005
- Premio miglior storia lunga, 2005
- Max-und-Moritz Prize, 2006